# Cultura de Nueva Zelanda

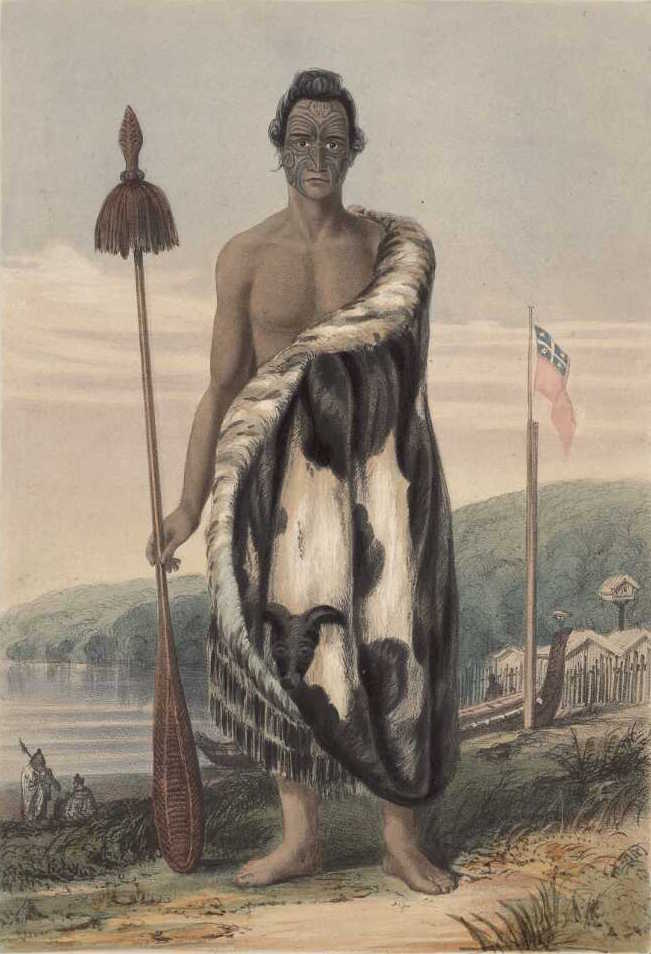
Jefe maorí del.

La cultura de Nueva Zelanda es una fusión entre la cultura maorí y la proveniente de los descendientes de los colonos británicos, de los cuales la mayoría era de clase obrera.
La cultura maorí, también conocida como maoritanga, su estilo de vida y su concepción del mundo constituyen una parte cambiante caminante
```
y creciente de la vida de Aotearoa (Nueva Zelanda en 
idioma maorí
). Sin embargo, los maoríes han adoptado como propios muchos aspectos de la cultura occidental, y un número creciente de neozelandeses comparten las riquezas del patrimonio maorí.
```

## Culturas

### Cultura maorí

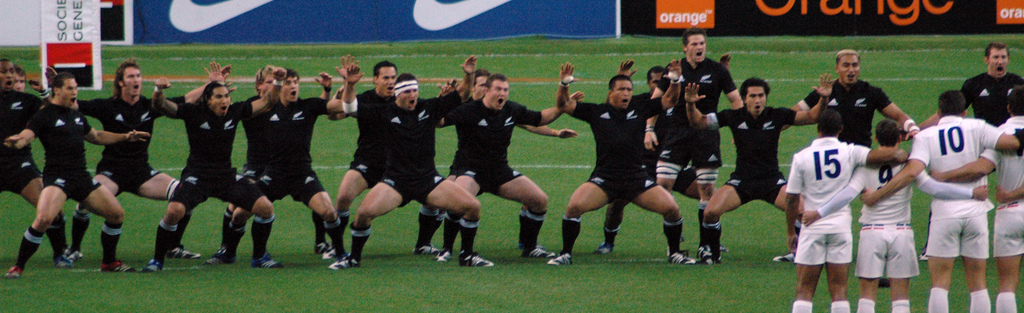
Los All Blacks realizando un haka.

La cultura maorí es una cultura diferente dentro de Nueva Zelanda. Con el crecimiento del turismo y con la notable exposición mundial del haka de los All Blacks, la cultura maorí, que anteriormente sólo se observaba en dicha sociedad, comenzó a verse cada vez más como una parte fundamental de la cultura neozelandesa. Esta cultura posee varios ritos además del haka: uno de ellos es el moko, un tatuaje facial tradicional con el cual el maorí se distinguía y marcaba el clan al que pertenecía.

### Cultura pakeha
La cultura pakeha deriva, principalmente, de los colonos británicos que llegaron a Nueva Zelanda en el siglo XIX, aunque tiene algunas diferencias que se han ido incrementando a través del tiempo: esta cultura, a diferencia de la británica, incluye mayores niveles de igualdad, lucha contra el intelectualismo y dice que la mayoría de la gente puede hacer la mayoría de las cosas solo si piensan en ella. Dentro de cultura son subculturas derivadas de la cultura irlandesa, italiana y de otros grupos europeos[cita requerida].

### Otras culturas
Personas de diversos países se han establecido en Nueva Zelanda, y se han desarrollado distintas variaciones culturales. Muchos grupos se han acercado uno a otro de lo que son verdaderamente en su país de origen, por ejemplo, los habitantes de las islas del Pacífico que residen en Nueva Zelanda han dejado de lado sus antagonismos históricos y se han dedicado exclusivamente al trabajo.

## Idiomas
Nueva Zelanda posee dos idiomas oficiales: el maorí (te reo maori) y el lenguaje de señas de Nueva Zelanda. El más usado es el inglés neozelandés.

### Inglés neozelandés
También llamado newzild, el inglés neozelandés es parecido al inglés australiano en pronunciación, pero tiene pequeñas diferencias que a menudo son aportadas por personas de otros países: algunas de estas muestran que este idioma tiene una mayor relación con el inglés del sur de Inglaterra que con el Inglés australiano. También estas diferencias tienen que ver con la influencia maorí. La más llamativa diferencia entre el inglés neozelandés y otros tipos de inglés es la i, constantemente usada en dicho idioma. El acento neozelandés también tiene influencias escocesas e irlandesas debido al gran número de inmigrantes que llegaron desde esos países en el siglo XIX. De acuerdo con el censo del año 2006, este tipo de Inglés es hablado por 3.673.623 personas en Nueva Zelanda.

### Idioma maorí
El idioma maorí, un idioma de Polinesia oriental, está estrechamente relacionado con el tahitiano y el maorí de las Islas Cook, un poco menos relacionado con los idiomas hawaiano y marquesano, y más lejos aún de los idiomas de Polinesia occidental (incluyendo los de Samoa, Niue y Tonga). El idioma comenzó a decaer y a dejar de utilizarse luego de la colonización, pero desde la década del 1970 se han hecho exitosos esfuerzos para revertir esta tendencia. Entre ellas figuran la concesión de lengua oficial a través de la ley del idioma Maorí de 1987, la semana del idioma maorí y un canal de televisión. El censo de 2006 obtuvo el resultado de que 157.110 personas hablan este idioma en Nueva Zelanda.

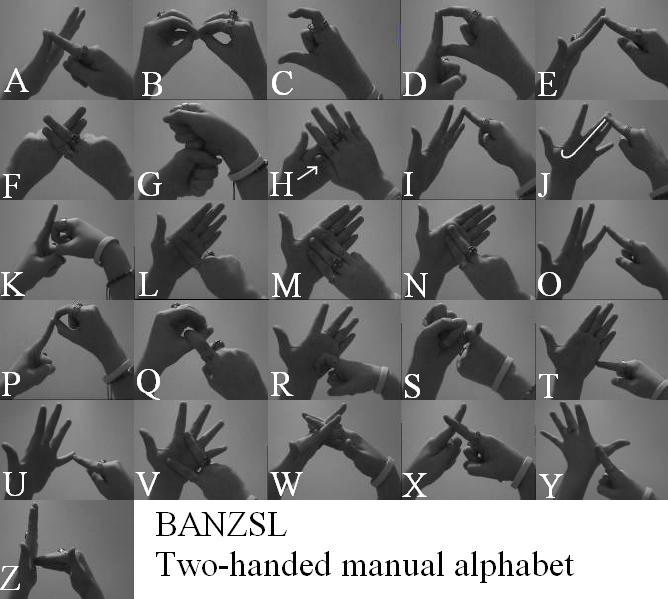
El BSL o Alfabeto Manual Inglés, adoptado por Nueva Zelanda.

### Lenguaje de señas de Nueva Zelanda
El Lenguaje de señas de Nueva Zelanda tiene sus orígenes en el Alfabeto Manual Inglés (BSL), y es técnicamente considerado un dialecto del lenguaje de señas británico, australiano y neozelandés (BANZSL). Hay un 62,5 % de similitudes entre el BSL y el NZSL, comparadas con el 33% de semejanzas entre NZSL y el Lenguaje de señas americano. Como cualquier otro idioma de señas, fue ideado para y por gente sorda, sin relaciones lingüísticas  con cualquier otra lengua escrita o hablada, y es capaz de expresar cualquier cosa que se quiera decir. Se convirtió en idioma oficial en abril de 2006, y un total de 24.090 personas usan esta lengua en Nueva Zelanda.

### Otros idiomas
De acuerdo con el censo de 2006, se hablan 174 lenguas diferentes en Nueva Zelanda. Después del inglés y el maorí, los más comunes son: el samoano (85.428 hablantes), el francés (53.757 hablantes), el hindi (44.589 hablantes), y el cantonés (44.154 hablantes). El alto número de hablantes de francés se debe a que está incluido como una materia escolar luego de la importante inmigración de personas que hablaban ese idioma.

## Arte

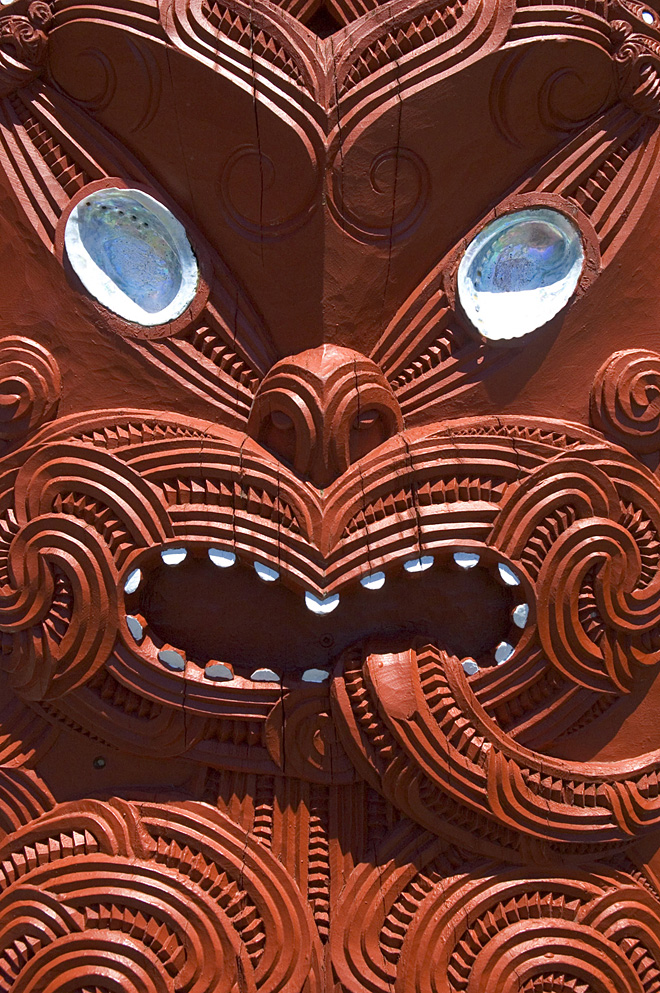
Una escultura maorí tallada en madera.

Nueva Zelanda tiene dos importantes tradiciones: la maorí y la del oeste. Sin embargo, la gran mayoría consume material cultural del extranjero, especialmente de Gran Bretaña y de Estados Unidos. Este motivo y la escasa población del país llevaron a que los artistas, intérpretes y escritores a vivir de su arte. Algunos de los fondos destinados a las artes son proporcionados por un departamento gubernamental creado específicamente para eso, Crative New Zealand. El Fondo para los Lugares Históricos de Nueva Zelanda y el Ministerio de Cultura y  Patrimonio son los organismos nacionales que colaboran con la preservación cultural. La mayoría de las ciudades tienen museos y, a menudo, galerías de arte, y el museo y la galería de arte nacional es Te Papa (Nuestro lugar), en Wellington. para 

### Artes plásticas
El arte visual preeuropeo maorí tiene dos tipos principales: el tallado y el tejido. Ambos registran cuentos, leyendas y roles religiosos. Cuando los europeos llegaron trajeron las tradiciones artísticas occidentales. En el comienzo este arte se centró, principalmente, en la pintura del paisaje, aunque algunos de los artistas pākehā del siglo XIX (Charlie Goldie y Gottfried Lindauer) se especializaron en el retrato maorí. Algunos maoríes adoptaron estilos occidentales y por este motivo una serie de casas del siglo XIX reunieron ciertas características, como las paredes pintadas con diseños de planta y retratos. Desde principios del siglo XX Apirana Ngata y otros pusieron en marcha un programa de reactivación de las artes tradicionales de los maoríes, y muchas de las nuevas viviendas fueron construidas con el tallado tradicional y tukutuku (paneles de tejido de la pared).

### Literatura
Los primeros éxitos de la literatura neozelandesa fueron de escritores extranjeros, como Katherine Mansfield. Desde la década del 1950 Frank Sargeson, Janet Frame y otros construyeron, sin fines de lucro, sus carreras mientras aún vivían allí. Hasta cerca de la década de 1980, la principal forma literaria de Nueva Zelanda fue el cuento corto, pero en las últimas décadas novelas como Once Were Warriors, de Alan Duff, The Vintner's Luck, de Elizabeth Knox, y otras han logrado éxito tanto crítico como popular. La cultura Maorí es oral y no literaria, pero en los últimos años novelistas como Duff, Witi Ihimaera y Keri Hulme, y poetas como Hone Tuwhare han demostrado su dominio de las formas de origen europeo.

### Cine
Aunque la industria cinematográfica arrancó en Nueva Zelanda en la década de 1920, no fue hasta cincuenta años después que el número de películas neozelandesas aumentó significativamente. En 1978, la Comisión de Cine de Nueva Zelanda comenzó a brindar apoyo a los cineastas locales, posibilitándoles el acceso a una audiencia global. Su primer gran éxito internacional se produjo en 1993 con el drama de Jane Campion The Piano, que entre otros muchos premios ganó tres Óscar, incluyendo el de mejor actriz de reparto para la niña Anna Paquin. Son también destacables por su éxito internacional Once Were Warriors (Lee Tamahori, 1994) y Whale Rider (Niki Caro, 2002), ambos dramas sobre la integración en el mundo moderno de los maoríes y su cultura tradicional. Otro éxito de aquellos años fue el thriller Criaturas celestiales, también de 1994, producido y dirigido por Peter Jackson, y con guion suyo basado en el crimen real de dos chicas que asesinaron a sus madres. Hasta éste, el director había realizado varias cintas de terror de bajo presupuesto (Mal gusto, Meet the Feebles y Braindead), exhibidas principalmente en circuitos alternativos.

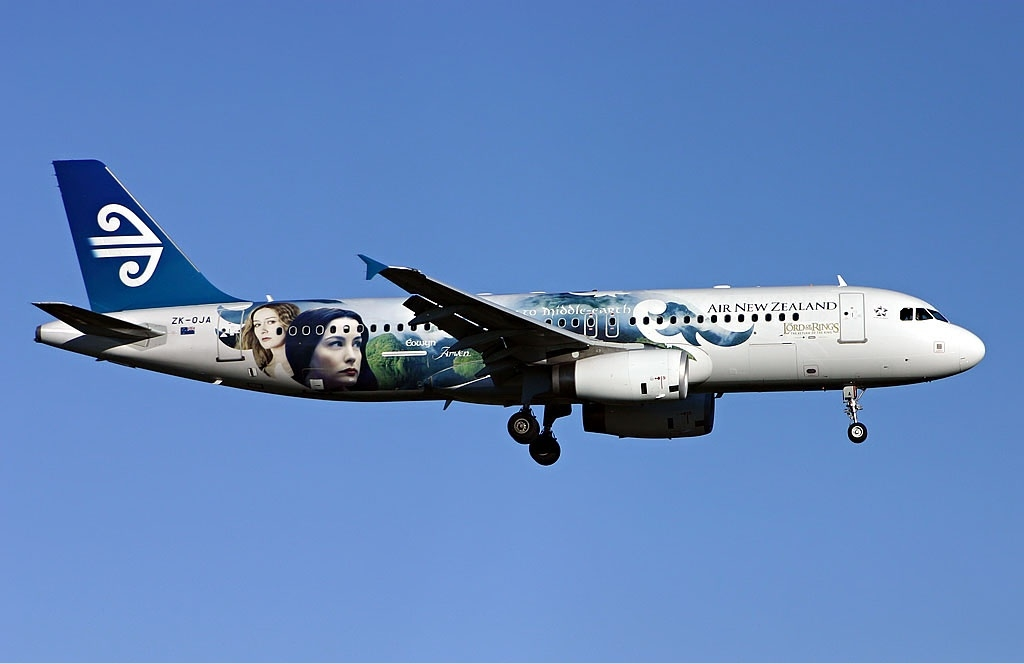
Las autoridades turísticas neozelandesas y empresas como la compañía de bandera Air New Zealand, que promocionó las películas en sus Airbus A320, han tomado la Tierra Media de Peter Jackson como reclamo turístico de las islas, publicitando visitas a los escenarios del rodaje.

Sin embargo, la producción que elevó a Peter Jackson a la categoría de gran cineasta, y que hizo dar un gran salto de escala a la industria cinematográfica neozelandesa al completo fue la fantástica El Señor de los Anillos (2001 a 2003), considerado como uno de los mayores proyectos cinematográficos nunca acometidos: el proyecto completo duró ocho años, con la filmación simultánea de las tres películas enteramente rodadas en Nueva Zelanda. Con un gran éxito de taquilla, su recaudación global fue de más de 2900 millones de dólares, y también fueron aclamadas por la crítica, obteniendo un total de diecisiete Óscar, diez premios BAFTA y cuatro Globo de Oro, así como amplias alabanzas hacia el reparto y las innovaciones en lo referente a efectos especiales digitales.
Por el éxito organizativo que supuso la producción anterior, James Cameron eligió Wellington para rodar su gran producción de ciencia ficción Avatar (2009), que pronto se convirtió en la película más taquillera de la historia del cine hasta la fecha, logrando además ser la primera película en sobrepasar la barrera de los 2000 millones de dólares en recaudación. El presupuesto oficial de Avatar fue de 237 millones de dólares, aunque algunas estimaciones lo sitúan entre los 280 y los 310 millones, más otros 150 millones dedicados al marketing. Una producción de esa magnitud llegó a emplear más de 900 personas simultáneamente, y precisó la creación de una completa infraestructura para la recreación de Pandora, lo que consolidó la industria cinematográfica de Wellington, hasta el punto de que se la compara con la de Hollywood o Londres, apodándola «Wellywood». En palabras del propio Cameron: «lo que se ha creado es una industria nueva que compite directamente con Los Ángeles o Londres».
La última gran producción que continúa esta historia de éxitos ha sido una nueva trilogía de Peter Jackson sobre el mundo fantástico de la Tierra Media, El hobbit, rodada entre 2011 y 2012, y estrenada entre 2012 y 2014. Es la primera producción cinematográfica de la historia rodada en 48 fotogramas por segundo (fps), cuyo formato recibe el nombre de 3D HFR (que hace referencia a un 3D de 48 fps, ya que el 3D estándar se emite a 24 fps). La cinta también fue rodada a la vez en el formato estándar de 24 fps.
Los diversos escenarios naturales del país, su pequeño tamaño y los incentivos del gobierno suelen ser mencionados entre los factores que han facilitado el rodaje en Nueva Zelanda de todas estas grandes producciones.
El actor de cine Russell Crowe nació en el país, aunque se trasladó a Australia siendo niño y terminó adquiriendo la nacionalidad australiana.

## Religión
La cultura maorí era politeísta antes de la llegada de los europeos. Una de sus principales características era el tapu (sagrado y/o prohibido), que era utilizado para mantener la condición de jefes y tohunga (sacerdotes) y para la conservación de recursos. Algunos de los primeros colonos europeos en Nueva Zelanda eran misioneros cristianos, en su mayoría de la Iglesia Anglicana, y también de otras ramas protestantes y de la Iglesia católica. Desde el año 1830 en adelante, un gran número de maoríes fueron cristianizados, y durante todo el siglo XIX una serie de movimientos maoríes combinaron creencias tradicionales con el cristianismo, como por ejemplo Pai Marire, Ringatu, y en los primeros del siglo XX, Ratana. Normalmente se centraron en un profeta-líder. Estas iglesias aún siguen atrayendo fieles,  ya que según el censo de 2006, 50.565 personas son creyentes ratana, y otro 16.419 son ringatu. Un total de 1.689 personas declararon seguir la religión maorí.